# Andy Potts
Andrew Robert „Andy“ Potts (* 28. Dezember 1976 in Hershey, Pennsylvania) ist ein ehemaliger US-amerikanischer Triathlet, Olympiateilnehmer (2004), achtfacher Ironman-Sieger (2010–2019) sowie US-Meister auf der Kurzdistanz (2007) und Mitteldistanz (2014).

## Werdegang
Potts begann seine sportliche Laufbahn ursprünglich als Schwimmer. Von 1995 bis 1997 gehörte er der US-amerikanischen Schwimm-Nationalmannschaft an. Sein größter Erfolg war 1995 der Gewinn der Bronzemedaille über 400 Meter Lagen bei der Sommer-Universiade in Fukuoka. 1996 verfehlte er bei den landesinternen Ausscheidungskämpfen – den sogenannten „Trials“ – als Viertplatzierter über die gleiche Strecke knapp die Qualifikation für die Olympischen Sommerspiele in Atlanta. In den Jahren 1998/99 war er Kapitän der Schwimmmannschaft der University of Michigan, an der er Englisch studierte. Aus Altersgründen wandte er sich dann aber der Leichtathletik und schließlich 2003 mit dem Ziel, doch noch bei Olympischen Spielen an den Start gehen zu können, dem Triathlon zu.
Gleich in seiner ersten Saison schob er sich mit guten Platzierungen bei Weltcup-Veranstaltungen unter die ersten 100 der Weltrangliste der ITU.

### Olympische Sommerspiele 2004
Mit einem elften Rang bei der auf Madeira ausgetragenen Weltmeisterschaft qualifizierte er sich 2004 für die Olympischen Sommerspiele in Athen. Beim olympischen Wettkampf in Vouliagmeni lag er nach dem Schwimmen in Führung, fiel dann aber zurück und beendete das Rennen auf Rang 22. Das nacholympische Jahr schloss er in der Weltcup-Wertung auf dem neunten Rang.
2006 wurde er als Mitglied der US-amerikanischen Triathlon-Nationalmannschaft Mannschaftsweltmeister.

### Staatsmeister Triathlon Kurzdistanz 2007
Die Saison 2007 begann mit dem erstmaligen Gewinn der US-amerikanischen Meisterschaft. Im Juli 2007 gewann er den Wettbewerb bei den Panamerikanischen Spielen in Rio de Janeiro und war zwei Monate später bei der Weltmeisterschaft in Hamburg als Elftplatzierter bester US-Amerikaner. Die Saison beendete er mit dem Gewinn der Ironman 70.3 World Championships.
Mit seinem Sieg bei den Panamerikanischen Spielen war Potts automatisch für die Olympischen Sommerspiele 2008 in Peking qualifiziert, wo er aber nicht an den Start ging.

### Ironman-Sieger 2010
2010 erzielte er beim Ironman in Idaho seinen ersten Sieg auf der Langdistanz (3,86 km Schwimmen, 180,2 km Radfahren und 42,195 km Laufen).
Im Mai 2014 wurde Andy Potts US-amerikanischer Staatsmeister auf der Triathlon-Mitteldistanz. Beim Ironman Hawaii belegte er im Oktober den vierten Rang. Im Oktober 2015 belegte er bei den Ironman World Championships auf Hawaii wie im Vorjahr erneut den vierten Rang.

### Vierter Weltmeisterschaft Langdistanz 2017
Im August 2017 wurde der damals 40-Jährige in Kanada Vierter bei der Weltmeisterschaft auf der Triathlon-Langdistanz (4 km Schwimmen, 120 km Radfahren und 30 km Laufen). Beim Ironman Hawaii belegte er im Oktober 13:03 min hinter dem Sieger, dem Deutschen Patrick Lange, den siebten Rang. Er wurde im Juni 2018 als stärkster Schwimmer auf der Langdistanz genannt. Beim Ironman Hawaii 2018 belegte er den achten Rang.
Im Mai 2019 gewann der damals 42-Jährige mit neuer persönlicher Bestzeit in 8:02:58 h auf der Langdistanz den [Ironman Brasil] in Florianópolis. Andy Potts startete auch als Triathlon-Guide für den US-amerikanischen Verband im Paratriathlon und er unterstützte Kyle Coon bei den Sommer-Paralympics 2020 (750 m Schwimmen, 20 km Radfahren und 5 km Laufen) in Tokio.
Seit 2022 tritt Andy Potts nicht mehr international in Erscheinung.
Potts ist seit dem 30. Januar 2004 mit der ehemaligen kanadischen Turnerin Lisa Simes verheiratet und die beiden leben in Colorado Springs.

## Auszeichnungen
- 2006 und erneut 2007 wurde Andy Potts in den USA zum „Triathleten des Jahres“ gewählt.

## Sportliche Erfolge
| Datum/Jahr    | Rang | Wettbewerb                                           | Austragungsort       | Zeit     | Bemerkung |
| ------------- | ---- | ---------------------------------------------------- | -------------------- | -------- | --- |
| 17. Juli 2022 | 1    | Ironman 70.3 Ecuador                                 | Manta                | 03:56:47 | |
| 2. Mai 2021   | 3    | Challenge Cancun                                     | Cancun               | 03:51:13 | |
| 14. Apr. 2019 | 2    | Ironman 70.3 Peru                                    | Lima                 | 03:45:23 | |
| 10. Jan. 2019 | 2    | Ironman 70.3 Pucón                                   | Pucón                |          | |
| 19. Aug. 2018 | 2    | Ironman 70.3 Dún Laoghaire                           | Dún Laoghaire        | 04:18:11 | bei der Erstaustragung                                                                                        |
| 22. Apr. 2018 | 2    | Ironman 70.3 Peru                                    | Lima                 | 03:47:49 | |
| 13. Mai 2017  | 4    | Ironman 70.3 Santa Rosa                              | Sonoma County        | 03:55:09 | |
| 23. Apr. 2017 | 1    | Ironman 70.3 Peru                                    | Lima                 | 03:44:53 | |
| 19. März 2017 | 2    | Ironman 70.3 Puerto Rico                             | San Juan             | 03:51:22 | |
| 10. Juli 2016 | 1    | Vineman Ironman 70.3                                 | Sonoma County        | 03:48:09 | |
| 16. Aug. 2015 | 1    | Ironman 70.3 Timberman                               | New Hampshire        | 03:50:24 | |
| 17. Mai 2015  | 1    | Ironman 70.3 Chattanooga                             | Chattanooga          | 03:49:43 | |
| 26. Apr. 2015 | 2    | Ironman 70.3 Texas                                   | Galveston Island     | 03:47:22 | |
| 19. Apr. 2015 | 1    | Ironman 70.3 New Orleans                             | New Orleans          | 03:39:49 | |
| 28. März 2015 | 2    | Ironman 70.3 California                              | Oceanside            | 03:48:43 | |
| 27. Feb. 2015 | 12   | Challenge Dubai                                      | Dubai                | 03:50:50 | beim ersten Rennen der „Challenge Triple-Crown-Serie“                                                         |
| 27. Juli 2014 | 1    | Ironman 70.3 Calgary                                 | Calgary              | 03:43:43 | Sieger mit persönlicher Bestzeit                                                                              |
| 1. Juni 2014  | 1    | Escape from Alcatraz Triathlon                       | San Francisco        | 02:04:21 | |
| 5. Mai 2014   | 1    | USA Middle Distance Triathlon National Championships | St. George           | 03:47:33 | Nationaler Meister auf der Mitteldistanz beim Ironman 70.3 St. George – neben Meredith Kessler bei den Frauen |
| 13. Apr. 2014 | 1    | Ironman 70.3 New Orleans                             | New Orleans          | 03:50:36 | |
| 29. März 2014 | 2    | Ironman 70.3 California                              | Oceanside            |          | |
| 8. Sep. 2013  | 4    | Ironman 70.3 World Championship                      | Las Vegas            | 03:57:36 | |
| 9. Juni 2013  | 3    | Eagleman Ironman 70.3                                | Cambridge (Maryland) | 03:47:46 | |
| 4. Mai 2013   | 3    | Ironman 70.3 St. George                              | St. George           |          | US-Championships                                                                                              |
| 30. März 2013 | 1    | Ironman 70.3 California                              | Oceanside            | 03:49:45 | fünfter Sieg in Kalifornien                                                                                   |
| 28. Okt. 2012 | 1    | Ironman 70.3 Austin                                  | Austin               | 03:51:29 | |
| 23. Sep. 2012 | 1    | Ironman 70.3 Branson                                 | Branson              | 04:04:22 | |
| 10. Juni 2012 | 1    | Escape from Alcatraz Triathlon                       | San Francisco        |          | fünfter Sieg für Andy Potts in Alcatraz                                                                       |
| 6. Mai 2012   | 1    | Ironman 70.3 St. Croix                               | Saint Croix          | 04:03:31 | |
| 31. März 2012 | 1    | Ironman 70.3 California                              | Oceanside            | 03:54:03 | [ 4 ] |
| 17. Juli 2011 | 1    | Vineman Ironman 70.3                                 | Sonoma County        | 03:45:58 | neuer Streckenrekord                                                                                          |
| 5. Juni 2011  | 1    | Escape from Alcatraz Triathlon                       | San Francisco        | 02:02:02 | |
| 15. Mai 2011  | 1    | Ironman 70.3 Florida                                 | Orlando              | 03:53:14 | |
| 3. Apr. 2011  | 1    | Ironman 70.3 California                              | Oceanside            | 03:55:49 | [ 6 ] |
| 22. Aug. 2010 | 1    | Ironman 70.3 Timberman                               | New Hampshire        | 03:50:51 | |
| 8. Aug. 2010  | 1    | Ironman 70.3 Boulder                                 | Boulder              | 03:46:50 | |
| 6. Juni 2010  | 2    | Ironman 70.3 Kansas                                  | Lawrence             | 03:44:31 | nur 24 Sekunden hinter dem Sieger Chris Lieto                                                                 |
| 2. Mai 2010   | 3    | Escape from Alcatraz Triathlon                       | San Francisco        | 02:02:02 | [ 7 ] |
| 18. Apr. 2010 | 1    | Ironman 70.3 New Orleans                             | New Orleans          | 03:43:44 | Sieg vor Terenzo Bozzone                                                                                      |
| 23. Aug. 2009 | 1    | Ironman 70.3 Timberman                               | New Hampshire        | 03:51:19 | |
| 1. Aug. 2009  | 1    | Steelhead Ironman 70.3                               | Benton Harbor        | 03:54:38 | in Michigan                                                                                                   |
| 14. Juni 2009 | 1    | Escape from Alcatraz Triathlon                       | San Francisco        | 02:07:25 | |
| 2. Mai 2009   | 1    | Wildflower Triathlon                                 |                      | 03:59:41 | Sieg am Lake San Antonio in Kalifornien (1,9 km Schwimmen, 90 km Radfahren und 21,1 km Laufen)                |
| 26. Apr. 2009 | 1    | St. Anthony's Triathlon                              | Saint Petersburg     | 02:04:00 | in Florida (1,5 km Schwimmen, 40 km Radfahren, 10 km Laufen)                                                  |
| 4. Apr. 2009  | 2    | Ironman 70.3 California                              | Oceanside            |          | |
| 17. Aug. 2008 | 1    | Ironman 70.3 Timberman                               | New Hampshire        |          | |
| 1. Juni 2008  | 1    | Escape from Alcatraz Triathlon                       | San Francisco        | 02:01:57 | |
| 30. März 2008 | 1    | Ironman 70.3 California                              | Oceanside            |          | |
| 10. Nov. 2007 | 1    | Ironman 70.3 World Championship                      | Clearwater           |          | |
| 30. Aug. 2007 | 11   | ITU Short Distance Triathlon World Championships     | Hamburg              |          | Triathlon-Weltmeisterschaft (Kurzdistanz)                                                                     |
| 3. Juni 2007  | 1    | Escape from Alcatraz Triathlon                       | San Francisco        |          | |
| 2007          | 1    | Ironman 70.3 California                              | Oceanside            |          | |
| 2007          | 1    | USA Triathlon National Championships                 | Honolulu             | 01:42:27 | Sieger vor Brian Fleischmann                                                                                  |
| 15. Juli 2007 | 1    | Panamerikanische Spiele 2007                         | Rio de Janeiro       | 01:52:31 | |
| 4. Juni 2006  | 2    | Escape from Alcatraz Triathlon                       | San Francisco        |          | |
| 2006          | 1    | ITU Short Distance Triathlon World Championship Team | Cancún               | 00:57:11 | im Team mit Brian Fleischmann und Matthew Reed (3 × 250 m Schwimmen, 6,67 km Radfahren und 1,67 km Laufen)    |
| 18. März 2006 | 2    | Ironman 70.3 California                              | Oceanside            | 04:03:16 | |
| 12. Juni 2005 | 3    | Escape from Alcatraz Triathlon                       | San Francisco        | 02:05:08 | |
| 2004          | 11   | ITU Short Distance Triathlon World Championships     | Madeira              |          | Triathlon-Weltmeisterschaft über die olympische Distanz                                                       |
| 26. Aug. 2004 | 22   | Olympische Sommerspiele 2004                         | Athen                |          | |

| Datum/Jahr    | Rang | Wettbewerb                                      | Austragungsort | Zeit     | Bemerkung                                                                                              |
| ------------- | ---- | ----------------------------------------------- | -------------- | -------- | --- |
| 26. Mai 2019  | 1    | Ironman Brasil                                  | Florianópolis  | 08:02:58 | Sieger mit neuer persönlicher Bestzeit auf der Langdistanz                                             |
| 13. Okt. 2018 | 8    | Ironman Hawaii                                  | Hawaii         | 08:09:34 | |
| 1. Juli 2018  | 3    | Ironman Austria                                 | Klagenfurt     | 08:14:25 | |
| 14. Okt. 2017 | 7    | Ironman Hawaii                                  | Hawaii         | 08:14:43 | |
| 27. Aug. 2017 | 4    | ITU Long Distance Triathlon World Championships | Penticton      | 05:27:25 | Weltmeisterschaft auf der Triathlon-Langdistanz (46 km Schwimmen, 1206 km Radfahren und 306 km Laufen) |
| 8. Okt. 2016  | 11   | Ironman Hawaii                                  | Hawaii         | 08:25:35 | Ironman World Championship                                                                             |
| 24. Juli 2016 | 1    | Ironman Canada                                  | Whistler       | 08:20:23 | siebter Ironman-Sieg für Andy Potts                                                                    |
| 10. Okt. 2015 | 4    | Ironman Hawaii                                  | Hawaii         | 08:21:25 | |
| 28. Juni 2015 | 1    | Ironman Coeur d’Alene                           | Idaho          | 08:20:35 | |
| 11. Okt. 2014 | 4    | Ironman Hawaii                                  | Hawaii         | 08:21:38 | |
| 29. Juni 2014 | 1    | Ironman Coeur d'Alene                           | Idaho          | 08:25:44 | zweiter Sieg nach 2010                                                                                 |
| 28. Juli 2013 | 1    | Ironman USA                                     | Lake Placid    | 08:43:29 | |
| 13. Okt. 2012 | 7    | Ironman Hawaii                                  | Hawaii         | 08:31:45 | |
| 22. Juli 2012 | 1    | Ironman USA                                     | Lake Placid    | 08:25:07 | |
| 8. Okt. 2011  | 17   | Ironman Hawaii                                  | Hawaii         | 08:38:36 | als schnellster Schwimmer (49:44 Minuten)                                                              |
| 28. Nov. 2010 | 1    | Ironman Mexico                                  | Cozumel        | 08:16:14 | |
| 27. Juni 2010 | 1    | Ironman Coeur d’Alene                           | Idaho          | 08:24:40 | erster Ironman-Sieg                                                                                    |
| 10. Okt. 2009 | 9    | Ironman Hawaii                                  | Hawaii         | 08:30:30 | schnellste Schwimmzeit                                                                                 |
| 11. Okt. 2008 | 7    | Ironman Hawaii                                  | Hawaii         | 08:33:50 | |

(DNF – Did Not Finish)